# 처음 사랑하는 연인들을 위해 (반말송)
《처음 사랑하는 연인들을 위해(반말송)》는 정용화의 첫 번째 솔로 디지털 싱글로, 처음 사랑하는 연인들이 더욱더 가까워 지기를 바라는 내용을 담고있다. 사실 이 노래는 MBC의 TV 예능 프로그램인 우리 결혼했어요를 통해 먼저 공개되어 시청자들의 큰 관심을 끌었고, 그 방송 이후부터 계속 시청자들이 이 노래의 정식 음원을 요청했다.

## 발매 과정
정용화와 서현이 MBC 텔레비전 프로그램인 우리 결혼했어요에 가상 부부로 출연하면서, 커플만의 노래를 만들어 유튜브에 업로드하는 프로그램상의 미션을 수행했다. 이렇게 하여 유튜브에 업로드된 반말송 UCC는 공개 이틀 만에 조회수가 100만을 돌파했으며, 팬들도 계속 이 노래의 정식 음원을 요구하여 이 싱글이 발매되었다.
전 세계의 수많은 팬들은 반말송처럼 용서커플의 듀엣곡을 원했지만 정용화만의 솔로곡이 된 것은 정용화가 서현과의 사랑에서 받은 느낌을 기초로 방송에 관계없이 작곡한 것이고, 여건상으로도 서현과의 듀엣 자체가 불가능한 상황이었기 때문이다.

## 수록곡
1. 처음 사랑하는 연인들을 위해 (반말송)
2. 처음 사랑하는 연인들을 위해 (반말송) (연주곡)

## 차트 순위
- 대한민국의 대중 음악 공인 차트인 가온 디지털 종합 차트에서 2주 연속 1위를 했다.
- 유튜브 코리아는 반말송 UCC를 2011년 상반기 인기 동영상 톱 10에 선정했다.[3]

## 공식 듀엣 무대
- 일본 니가타 빅스완 스타디움의 K-pop 콘서트 무대에서 처음으로 반말송 듀엣 공연을 펼쳤다.[4] 이 콘서트는 일본에서는 생방송으로 일본 후지 TV CS에서 방송되었고, 한국에서는 MBC에서 2011년 9월 11일에 추석 특집으로 방송했다.